# دوستان لاین
دوستان لاین (به انگلیسی: Line Friends) شخصیت‌های برجسته ای هستند که توسط Kang Byeong Mok (طراح اهل کره جنوبی) مبتنی بر برچسب‌های برنامه‌های متنوع ناور کورپوریشن و برنامه پیام رسان لاین ابداع شده‌اند. در سال ۲۰۱۵ توسط لاین کورپوریشن یک شرکت تابعه ژاپنی از غول جستجوی اینترنت کره جنوبی ناور کورپوریشن منتشر شد. این شخصیت‌ها در محصولات مختلف، انیمیشن، بازی، کافه، هتل و پارک تفریحی مورد استفاده قرار می‌گیرند. در حال حاضر این برند از سال ۲۰۱۵ توسط شرکت تابعه Line Friends Corporation مدیریت می‌شود.

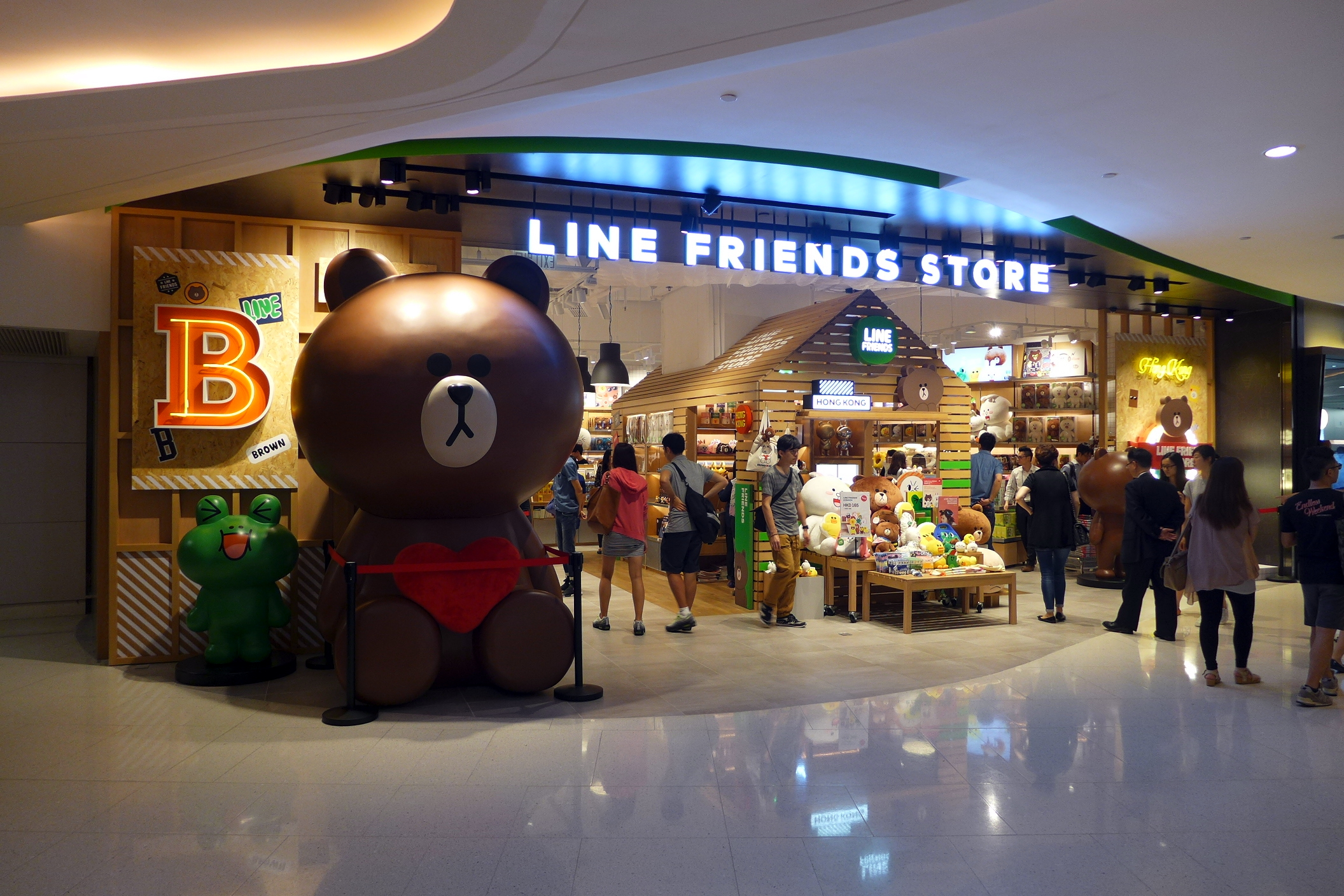
فروشگاه دوستان لاین در محل هایسن، هنگ کنگ

غیر از فروشگاه آنلاین آن، فروشگاه‌های فیزیکی در سئول، کره جنوبی، توکیو (هاراجوکو)، بانکوک (میدان سیام)، شانگهای (جاده هوآهای)، (زینتیاندی)، (وویائوچانگ)، چنگدو (Taikoo Li Sino-Ocean) افتتاح شده‌اند. گوانگژو (مرکز گراندویو)، چونگ کینگ (Guotai Plaza)، شنژن (شهر ساحلی)، نانجینگ (پارک کاترین)، پکن (مرکز پکن یینتای)، هانگژو (Hubin Intime In77)، هنگ کنگ (APM Mall)، تایپه، نیویورک شهر (میدان تایمز) و لس آنجلس (بلوار هالیوود). و "Play Line Friends" در سنگاپور (Funan Mall).

## شخصیت‌ها
شخصیت‌های اصلی لاین توسط Kang Byeongmok (طراح کره جنوبی) در سال ۲۰۱۱ ساخته شده‌است که با نام «موگی» نیز شناخته می‌شود.

### براون و دوستان
- سوین ، براون'، مون و جیمز (اضافه شده در سال ۲۰۱۱)
- رئیس، جسیکا و سالی (اضافه شده در سال ۲۰۱۳)
- لئونارد و ادوارد (اضافه شده در سال ۲۰۱۴)
- خواهر کوچکتر براون، چوکو و بهترین دوستش پانگیو (در سال ۲۰۱۶ اضافه شد)[۸][۹]
- دوستان سالی الی، لویی و آری (اضافه شده در سال ۲۰۲۰)

#### اطلاعات شخصیت
- براون: ساکت است. چهره بی بیان او جذاب است، به عنوان دوست هر کسی که ذهن خود را بیش از کلمات بیان می‌کند. به نظر می‌رسد خیلی به او اهمیت نمی‌دهد. اما، او شانه ای برای به اشتراک گذاشتن دارد و قلبی بزرگ برای شنیدن شما دارد. او عاشق کُنی است که پر از انرژی است و همیشه در کنار خواهر کوچکش چوکو است.[۱۰]
- کُنی: او درخشان، شاد و پر از شور است. او وقتی در کنار براون محبوبش است بسیار هیجان زده می‌شود. کنی همیشه کنجکاو است و چیزهای جدید به چالش کشیدن را دوست دارد، بنابراین اغلب دوستانش را متعجب می‌کند.
- سالی: با جذابیت غیرمنتظره خود، سالی کوچک بامزه با ایده‌های روشن و وحشیانه دوستان خود را به وجد می‌آورد. گول لطافت او را نخورید، او ممکن است طرف دیگر او را که هرگز انتظارش را نداشته‌اید فاش کند!
- چوکو: شکلات شیرین و دوست داشتنی که عاشق مد و شیرینی است. او مانند برادرش براون خجالتی است، اما همین که او را بشناسید، حتی با دوستان براون هم خوب می‌شود.
- مون: پسر بامزه ای که چهره اش دقیقاً مانند ماه کامل به نظر می‌رسد. هیچ‌کس نمی‌داند او از کجا آمده‌است، اما او با شوخ‌طبعی خنده و شادی را برای دوستانش به ارمغان می‌آورد.
- لئونارد: لئونارد احساساتی دوست دارد همراه با صدای باران آواز بخواند. او همچنین دوست دارد با سالی و ادوارد، به اصطلاح سه‌گانه کوچک، معاشرت کند.[۱۱]
- جیمز: جیمز موهای بلوند زیبا که خود را بیشتر دوست دارد. او ممکن است باحال و شیک به نظر برسد، اما راستش را بگویم، او در واقع ظریف و شکننده است.
- رئیس: رئیس یک حقوق بگیر معمولی است. او از هیچ جا ظاهر می‌شود و به مردم خنده‌های خوبی می‌بخشد.
- ادوارد: ادوارد درخشان و همیشه کنجکاو است. او همچنین یک اتومبیل رانی است که عطش سرعت دارد و یک ماجراجو که آرزو دارد پروانه شود!
- جسیکا: جسیکا هوشمند و سخیف. او همیشه برای دوستانی که می‌خواهند در مورد موضوعات گپ بزنند پاسخ‌های واضح و واضحی می‌دهد.
- پانگیو: دوست تنبل ما پانگیو، که دوست دارد فکر کند و چیزهای جالب بسازد. او همیشه راضی است و لبخندی بر لب دارد.

### بی‌تی۲۱

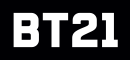
نشان سری بی‌تی۲۱.

بی‌تی۲۱ اولین ارائه از FRIENDS CREATORS است ، پروژه ای که برای خلق شخصیت‌های جدید برای سری دوستان لاین شکل گرفته‌است. گروه پسران کره جنوبی بی‌تی‌اس اولین هنرمند این پروژه بود و موضوع اصلی پروژه نشان دادن ارتباط بین بی‌تی‌اس و دوستان لاین از نظر محبوبیت در جهان است. این شامل ۸ شخصیت ویژه است که توسط گروه پسران کره جنوبی BTS ایجاد شده‌است. طراحی شخصیت‌ها براساس ایده‌ها و طرح‌های اصلی ۷ نفر از اعضای گروه صورت گرفته‌است. فیلم‌های بی‌تی‌اس در طراحی بی‌تی۲۱ در کانال یوتیوب بی‌تی۲۱ بارگذاری می‌شوند.
نام بی‌تی۲۱ (BT21) ترکیبی از نام گروه بی‌تی‌اس (BTS) و قرن ۲۱ است. عضو Suga اظهار داشت که این نام باید نشان دهنده BTS و قرن ۲۱ باشد تا آنها برای ۱۰۰ سال آینده زندگی کنند.
بی‌تی۲۱ به‌طور رسمی توسط دوستان لاین در اکتبر ۲۰۱۷ راه اندازی شد.

#### اطلاعات شخصیت
- کویا شخصیتی است که همیشه می‌خوابد. او یک متفکر عمیق، یک کوالای آبی با بینی بنفش و گوش‌های قابل جابجایی است (وقتی شوک می‌کند می‌افتند). او در جنگل اکالیپتوس زندگی می‌کند. او توسط (RM - Kim Namjoon (김남준، رهبر گروه ایجاد شده‌است.
- RJ شخصیتی است که عاشق غذا خوردن است. او یک آلپاکای مهربان و سفید است که در هنگام سرما پارکی خاکستری می‌پوشد. حتی اگر اصالت او از ماچو پیچو باشد، اما از اصلاح متنفر است. او توسط جین - کیم سوکجین (김석진) خلق شده‌است.
- شوکی شخصیتی است که بسیار وحشی است. او یک کوکی شکلاتی بامزه است که از شیر وحشت دارد و تیم کوکی‌هایی به نام Crunchy Squad را هدایت می‌کند. او توسط (Suga - Min Yoongi 민윤기) خلق شد.
- مانگ شخصیتی است که عاشق رقصیدن است. گونه او ناشناخته است مگر اینکه ماسک صورت اسبی با بینی قلبی شکل داشته باشد و هویت او را پنهان کند. او توسط (J-hope - Jung Hoseok 정호석) خلق شد.
- چیمی شخصیتی است که تمام مدت زبانش بیرون است. او یک سگ پرشور است که کت زرد پوشیده اما گذشته خود را نمی‌داند. او عاشق سازدهنی است. او توسط جیمین (Jimin박지민) ایجاد شده‌است.
- تاتا شخصیتی است که گاهی لبخند می‌زند. او یک شاهزاده بیگانه کنجکاو و تغییر شکل دهنده از سیاره BT با سر قلبی شکل و بدنی آبی با لکه‌های زرد است. او توسط (V - Kim Taehyung 김태형) ایجاد شد.
- کوکی شخصیتی است که بدن خود را "مانند معبد" دوست دارد. او یک اسم حیوان دست آموز صورتی زیبا، اما یکدست است و دارای یک ابرو پررنگ و دم سفید به شکل قلب است که می‌خواهد قوی باشد. او عاشق بوکس است. او توسط (Jungkook - Jeon Jungkook 전 정국) خلق شد.
- وان ربات فضایی تاتا است. نیمی از بدن او با چشم "X" خاکستری و نیمه دیگر سفید با چشم "O" است. او محافظ BT21 است و توسط RM ایجاد شده‌است تا نماینده BTS , ARMY باشد

### ROY6

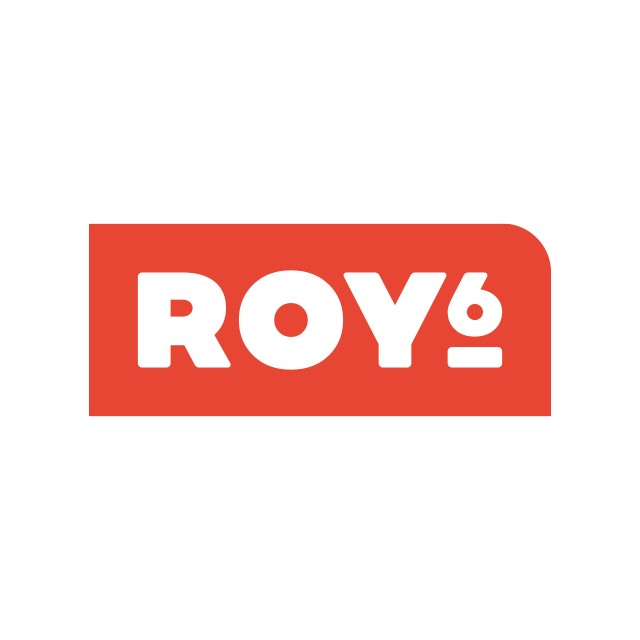
نشان سری ROY6

ROY6 یک مارک شخصیت است که توسط بت چینی Millennial، روی وانگ، و با همکاری شخصیت جهانی شخصیت، دوستان لاین، ایجاد شده‌است. روی وانگ، اولین و دومین پروژه FRIENDS CREATORS چین، در هر مرحله شرکت می‌کند، از طرح‌های اولیه و داستان سرایی گرفته تا برنامه‌ریزی محصول. فیلم‌های روی وانگ با طراحی ROY6 در کانال یوتیوب roy6 بارگذاری می‌شود.
ROY6 به‌طور رسمی توسط دوستان لاین در نوامبر ۲۰۱۸ منتشر شد.

#### اطلاعات شخصیت
- رویان خورشیدی شیرگونه است که از آسمان به زمین فرود آمده و با یال براق خود نور خورشید را به مردم می‌تاباند.
- ادی به سادگی دوست دارد در کنار کسی که به شهامت نیاز دارد باشد و او را غافلگیرانه بغل کند
- لانگ لانگ یک اژدهای جوان و کوچک با باله ای کم رنگ است، لانگ لانگ با عصای جادویی خود مردم را شانس آورده و رگبارهای شهاب سنگ را احضار می‌کند.
- لودی ابر پچ پچ است، زمین را بیشتر از آسمان تحسین می‌کند.
- T-2000 یک ربات دست و پا چلفتی اما شایان ستایش است، T-2000 آینده ای را به مردم نشان می‌دهد که امیدوارند روی صفحه ببینند.
- درخت بائوبائو یک درخت مرموز و آرزوبرنده است، بائوبائو یک مکان استراحت برای همه فراهم می‌کند.

## انیمه
دو مجموعه انیمه، LINE OFFLINE و LINE TOWN، در سال ۲۰۱۳ تولید شده‌است، و تصاویر دوستان لاین را به عنوان کارمندان شرکت ساختگی لاین

### Line Offline
Line Offline یک مجموعه انیمه است که توسط Shogakukan Productions ساخته شده‌است و براساس شخصیت‌های حقوق بگیر در «لاین کورپوریشن» کار می‌کند. تمام ۱۱۴ قسمت حدود سه دقیقه طول می‌کشد. این سریال از ۸ ژانویه ۲۰۱۳ تا ۱ اکتبر ۲۰۱۳ پخش شد.
قسمت‌های Line Offline به یکدیگر متصل نیستند. ایده پشت مجموعه این است که زندگی عادی کارمندان شرکت را نشان دهد (در این مورد کارکنان لاین، از این رو نام "Line Offline")، که در آن هر مشکل کوچک می‌تواند منجر به شرایط نامناسب و خنده داری شود که برای بازگرداندن آن نیاز به برخی تلاش‌ها دارد. وضع موجود
بیشتر شخصیت‌های Line Offline بخشی از جهان لاین هستند (شخصیت‌هایی که در مجموعه انیمه نشان داده می‌شوند نیز دوستان لاین هستند و توسط کاربران در برنامه پیامرسان لاین قابل مشاهده هستند و به عنوان شکلک استفاده می‌شوند).

#### قسمتها
| Episode No. | Title                                              |
| ----------- | -------------------------------------------------- |
| ۱           | "Stare"                                            |
| ۲           | "Drowsy"                                           |
| ۳           | "Phone Calls"                                      |
| ۴           | "Complaints"                                       |
| ۵           | "Preso"                                            |
| ۶           | "Meeting"                                          |
| ۷           | "Snack"                                            |
| ۸           | "Sleepy"                                           |
| ۹           | "A Secret"                                         |
| ۱۰          | "Tired"                                            |
| ۱۱          | "Memory"                                           |
| ۱۲          | "Receipt"                                          |
| ۱۳          | "Lady Sally"                                       |
| ۱۴          | "Stomach Ache"                                     |
| ۱۵          | "Mask"                                             |
| ۱۶          | "Overtime"                                         |
| ۱۷          | "Fortunetelling"                                   |
| ۱۸          | "Magic"                                            |
| ۱۹          | "Physical Examination"                             |
| ۲۰          | "Pressure"                                         |
| ۲۱          | "Surveillance"                                     |
| ۲۲          | "Diet"                                             |
| ۲۳          | "Security"                                         |
| ۲۴          | "Club"                                             |
| ۲۵          | "Souvenirs"                                        |
| ۲۶          | "Lunch"                                            |
| ۲۷          | "Bag"                                              |
| ۲۸          | "Battery"                                          |
| ۲۹          | "Cookies"                                          |
| ۳۰          | "Meeting"                                          |
| ۳۱          | "Dream"                                            |
| ۳۲          | "Cold"                                             |
| ۳۳          | "Stickers"                                         |
| ۳۴          | "Talents"                                          |
| ۳۵          | "Ice Cream"                                        |
| ۳۶          | "Office Lovers"                                    |
| ۳۷          | "Floating Tea Stalk"                               |
| ۳۸          | "Trash Can"                                        |
| ۳۹          | "Garbage Can"                                      |
| ۴۰          | "Rice Ball"                                        |
| ۴۱          | "Tie"                                              |
| ۴۲          | "Summoned"                                         |
| ۴۳          | "Connie Glass"                                     |
| ۴۴          | "Mr. Moon Glass"                                   |
| ۴۵          | "The Manager Glass"                                |
| ۴۶          | "Drinking Party"                                   |
| ۴۷          | "Mirror"                                           |
| ۴۸          | "Casters"                                          |
| ۴۹          | "Memory"                                           |
| ۵۰          | "Pranks"                                           |
| ۵۱          | "Security"                                         |
| ۵۲          | "Fart"                                             |
| ۵۳          | "Spilling Over"                                    |
| ۵۴          | "Original"                                         |
| ۵۵          | "The Ultimate Presentation Tip"                    |
| ۵۶          | "I Don't Remember"                                 |
| ۵۷          | "Fortune"                                          |
| ۵۸          | "Intense! Haiku Club"                              |
| ۵۹          | "The Boss Gives His All"                           |
| ۶۰          | "Moon's Dirty Room"                                |
| ۶۱          | "That Clinking Thing"                              |
| ۶۲          | "Brown in the Restroom"                            |
| ۶۳          | "Trashion Impossible"                              |
| ۶۴          | "Ponnus Ponnu?"                                    |
| ۶۵          | "Prostration"                                      |
| ۶۶          | "The Cockroaches Strike Back"                      |
| ۶۷          | "Loving the Centerfold"                            |
| ۶۸          | "You're my Shangri-La"                             |
| ۶۹          | "Love Those Masks"                                 |
| ۷۰          | "A Mixer with Flight Attendants"                   |
| ۷۱          | "Ponnus Ponnu"                                     |
| ۷۲          | "Goodbye James, Part. 1"                           |
| ۷۳          | "Goodbye James, Part. 2"                           |
| ۷۴          | "Goodbye James, (Final Part)"                      |
| ۷۵          | "Sally & the Dragon"                               |
| ۷۶          | "Double Dragon"                                    |
| ۷۷          | "Outbreak"                                         |
| ۷۸          | "A Sticky Situation"                               |
| ۷۹          | "Marital Fight"                                    |
| ۸۰          | "Welcome, Oil Baron"                               |
| ۸۱          | "Sally's Psych Test"                               |
| ۸۲          | "Consolation Party for Moon"                       |
| ۸۳          | "Sally's Job"                                      |
| ۸۴          | "Curse of the Kokeshi Doll"                        |
| ۸۵          | "A Saying He's Tempted to Use on Wednesday"        |
| ۸۶          | "Everyone's Wok"                                   |
| ۸۷          | "Umbrella of Kindness"                             |
| ۸۸          | "You're not Going Home Tonight"                    |
| ۸۹          | "Perfectionist"                                    |
| ۹۰          | "Moon's Secrets Exposed!"                          |
| ۹۱          | "Just the Way Connie Is"                           |
| ۹۲          | "Itching James"                                    |
| ۹۳          | "Boss! I Can't Hold It In!"                        |
| ۹۴          | "Lovely Skin! Summer Makeup!"                      |
| ۹۵          | "No Food was Wasted in the Making of This Episode" |
| ۹۶          | "A Celebration for the Manager"                    |
| ۹۷          | "Moon is Happy to Answer Any Question"             |
| ۹۸          | "Connie Does Her Best"                             |
| ۹۹          | "A Trip to Hawaii for Two"                         |
| ۱۰۰         | "Men Who Make Everyone Wet"                        |
| ۱۰۱         | "Sally's Job 2"                                    |
| ۱۰۲         | "Who Wants to be a Zillionaire?"                   |
| ۱۰۳         | "Oh Yeah! Let's Go to Atami!"                      |
| ۱۰۴         | "A Heated Meeting"                                 |
| ۱۰۵         | "Intense Boss Story"                               |
| ۱۰۶         | "The Marvelous Pudding That Always Sells Out!"     |
| ۱۰۷         | "The Private Life of a Capable Man"                |
| ۱۰۸         | "A Little-Known Horror Called Back Pain"           |
| ۱۰۹         | "A Little-Known Horror Called Money Issues"        |
| ۱۱۰         | "A Little-Known Horror Called Social Hierarchy"    |
| ۱۱۱         | "The Last Salaryman: Part One"                     |
| ۱۱۲         | "The Last Salaryman: Part Two"                     |
| ۱۱۳         | "The Last Salaryman: Part Three"                   |
| ۱۱۴         | "The Making of The Last Salaryman"                 |

### Line town

#### شخصیت‌ها
- کُنی (با صدای آکی کانادا در دوبله ژاپنی و سارا هاوزر در دوبله انگلیسی) خرگوشی با شخصیت دلپذیر است. او دوست دارد رژیم بگیرد.
- براون یک خرس کانادایی است که ماهی قزل آلا را بسیار دوست دارد. او ساکت است، و له بر کُنی است. او وقتی عصبانی می‌شود ترسناک می‌شود و یادداشت‌ها وقتی احساس خوبی پیدا می‌کند ظاهر می‌شوند.
- مون (با صداگذاری توشی یوکی Morikawa در دوبله ژاپنی و مایکل Pizzuto در دوبله انگلیسی) Manju در شکل سر مردی که ماه را دوست دارد. علاقه او بازی‌های ویدیویی است. او گاهی حوصله دوستانش را فریب می‌دهد. پدرش یک ماجراجو است.
- جیمز (با صداگذاری یوتو کازاما در دوبله ژاپنی و دانیل گارسیا در دوبله انگلیسی) خودشیفته با موهای بلند و بور است. او در ظاهر خود وسواس زیادی دارد و از مکانهای بلند می‌ترسد.
- جسیکا (با صداگذاری ساچی کوکوریو در دوبله ژاپنی و کاترین فو در دوبله انگلیسی) گربه ای است که در زمینه مد آگاهی دارد و عاشق آشپزی زیاد است. او بهترین دوست کُنی است.
- سالی (با صداگذاری آتسوکو انوموتو در دوبله ژاپنی و کاترین فو در دوبله انگلیسی) جوجه ای است که معمولاً به دوستانش کمک می‌کند. او اغلب در توخالی درخت آسیاب بادی در پارک می‌ماند. او کارائوکه را دوست دارد.
- رئیس / آقا (با صداگذاری نوبو توبیتا در دوبله ژاپنی و مایکل پیزوتو در دوبله انگلیسی) یک مرد میانسال تقریباً کاملاً طاس و عینک است. او در هر قسمت به همان تعداد هویت متفاوت ظاهر می‌شود.
- لئونارد (با صداگذاری مگومی هان در دوبله ژاپنی و جسی مک کارتنی در دوبله انگلیسی) پسر قورباغه کوچکی است که به نظر ماه می‌رسد. او از مون به عنوان «برادر بزرگتر» یاد می‌کند.
- ادوارد یک کاترپیلار سبز و کلاه دار است که اغلب در کنار سالی می‌ماند.
- Cob Taro (با صداگذاری Nobuo Tobita) یک مار کبری با مدل موهاوک و لکه چشم است که از باغ وحش فرار کرده و اکنون در فروشگاه برگر فروشی به صورت نیمه وقت کار می‌کند.
- دوروتی (با صدای چی کوجیرو) مرغی است که دوست دارد شایعات را بدست آورد. کُنی از او می‌ترسد.
- آقای کینوکو (با صداگذاری Mitsuru اوگاتا) آقای کینوکو صاحب یک رستوران قارچ است و می‌تواند غذاهای قارچ به خوبی بپزد. کلمه کینوکو (Kinoko) در ژاپنی به معنای قارچ است

## همکاری
در ۲۱ نوامبر سال ۲۰۱۹، در مقام اعلام شد براول استارز کانال یوتیوب با دوستان لاین همکاری کردند با اضافه کردن پوسته‌های جدید که بر اساس دوستان لاین می‌باشد.
در تاریخ ۱۲ دسامبر ۲۰۱۹، نتفلیکس با دوستان لاین همکاری می‌کند تا یک مجموعه انیمه اصلی بر اساس شخصیت‌های براون و دوستان ایجاد کند.